# Hands on the Wheel
Hands on the Wheel (stilizzato Hands on tHe WHeel) è un singolo del rapper statunitense Schoolboy Q, pubblicato il 3 aprile 2012 come secondo estratto dall'album Habits & Contradictions. Il brano vanta la collaborazione di ASAP Rocky.

## Descrizione
Il brano contiene un campionamento di Pursuit of Happiness di Kid Cudi, performato dal vivo da Lissie.